# بوالفتح
بوالفتح، روستایی از توابع بخش امام حسن در شهرستان دیلم استان بوشهر ایران است.

## جمعیت
این روستا در دهستان لیراوی جنوبی قرار دارد و بر اساس سرشماری سال ۱۳۸۵ جمعیت آن ۱۱۸نفر (۲۹خانوار) می‌باشد.